# Cuanajillo
Cuanajillo är en ort i Mexiko.   Den ligger i kommunen Salvador Escalante och delstaten Michoacán de Ocampo, i den södra delen av landet, 270 km väster om huvudstaden Mexico City. Cuanajillo ligger 2 239 meter över havet och antalet invånare är 244.
Terrängen runt Cuanajillo är huvudsakligen kuperad, men åt sydost är den platt. Runt Cuanajillo är det ganska glesbefolkat, med 48 invånare per kvadratkilometer. Närmaste större samhälle är Ario de Rosales, 11,4 km söder om Cuanajillo. I omgivningarna runt Cuanajillo växer huvudsakligen savannskog.